# سایتس (گروه موسیقی)
سایتس یک گروه موسیقی به سبک راک اند رول از دیترویت میشیگان است که در سال ۱۹۹۸ تشکیل شده‌است. این گروه در ایالات متحده، کانادا و انگلیس کنسرت برگزار کرده‌است.

## اعضا
- ادی بارانک: خواننده، گیتار
- چمپیون جارود: خواننده
- اسکیپ دینوم: درام
- رودریک جونز: ساکسیفون
- لیز ماکیندر: خواننده
- کریسی مورگان: خواننده
- کایل اسکانتا: گیتار باس، خوان